# Slobidka-Kulcievețka, Camenița
Slobidka-Kulcievețka (în ucraineană Слобідка-Кульчієвецька) este localitatea de reședință a comunei Slobidka-Kulcievețka din raionul Camenița, regiunea Hmelnîțkîi, Ucraina.

## Demografie
Componența lingvistică a localității Slobidka-Kulcievețka
     Ucraineană (97,51%)
     Rusă (2,26%)
     Alte limbi (0,11%)
Conform recensământului din 2001, majoritatea populației localității Slobidka-Kulcievețka era vorbitoare de ucraineană (97,51%), existând în minoritate și vorbitori de rusă (2,26%).